# Hojjatoleslam
Ḥojjatoleslām (pron: Hoggiatoleslàm), in Persiano Ḥojjatol-Eslām o ḥojjatol-eslām wa l-muslimīn, (in arabo حجة الإسلام‎?, Ḥujjat al-Islām), è un titolo onorifico che significa «prova dell'Islam» o «autorità relativamente all'Islam». 
Questo titolo è dato ai religiosi sciiti che sono mujtahid. Inizialmente era titolatura propria degli esponenti principali di tale versione dell'Islam ma, a partire dal XIX secolo, è stato esteso per tutti i mujtahid, essendo stato coniato quello di Ayatollah per i pensatori di maggiore dottrina. 
Oggi, particolarmente in Iran, può essere dato a qualsiasi religioso, anche a chi non ha il rango di mujtahid.

## Formazione
Gli studenti dei seminari sciiti (Ḥawza) cominciano i loro studi imparando fiqh, kalām, ḥadīth, tafsir, filosofia e letteratura araba. 
Quando infine essi padroneggiano queste materie, possono allora fregiarsi del titolo di Ḥojjatoleslām e mirare a quello di mujtahid, studiando testi avanzati di saṭḥ, e frequentando corsi di khārij.

## Elenco di importanti Ḥojjatoleslām
- Mohammad Khatami
- Ali Akbar Hashemi Rafsanjani
- Mohammad Javad Bahonar
- Hassan Rowhani
- Ali Yunesi
- Mostafa Pour-Mohammadi
- Gholam Hossein Mohseni-Ejehei
- Abdollah Nuri
- Mohammad Reyshahri
- Ali Fallahian
- Abdolvahed Musavi-Lari
- Seyyed Mohammad Ali Abtahi
- Mehdi Karrubi
- Ali Akbar Nategh Nuri
- Ali Akbar Mohtashami-Pur
- Esmail Shushtari
- Majed Ansari